# Ștrampi
Ștrampii sunt dresurile pe care femeile le poartă atunci când îmbracă fuste, rochii etc pentru a uniformiza culoarea pielii, protecție termică și altele.